# Bass Lake (condado de Sawyer, Wisconsin)
Bass Lake es un pueblo ubicado en el condado de Sawyer en el estado estadounidense de Wisconsin. En el Censo de 2010 tenía una población de 2.377 habitantes y una densidad poblacional de 14,89 personas por km².

## Geografía
Bass Lake se encuentra ubicado en las coordenadas 45°56′00″N 91°27′6″O / 45.93333, -91.45167. Según la Oficina del Censo de los Estados Unidos, Bass Lake tiene una superficie total de 159.68 km², de la cual 119.15 km² corresponden a tierra firme y (25.38%) 40.53 km² es agua.

## Demografía
Según el censo de 2010, había 2.377 personas residiendo en Bass Lake. La densidad de población era de 14,89 hab./km². De los 2.377 habitantes, Bass Lake estaba compuesto por el 58.77% blancos, el 0% eran afroamericanos, el 37.69% eran amerindios, el 0% eran asiáticos, el 0% eran isleños del Pacífico, el 0.08% eran de otras razas y el 3.45% pertenecían a dos o más razas. Del total de la población el 2.06% eran hispanos o latinos de cualquier raza.